# Залізничний міст через Північну Двіну
Залізничний міст через Північну Двіну — комбінований залізничний міст через річку Північна Двіна у місті Котлас в Архангельській області Російської Федерації. Збудований протягом 1941-1942 років під час Другої світової війни. Довжина мосту становить 946 метрів, висота — 18 метрів.

## Історія будівництва
Будівництво залізничного мосту здійснювалось силами структури НКВС структури Сєвжелдорлаг, що входив в систему ГУЛАГ до переліку таборів для «політичних», «шпигунів», «терористів», «керівників повстанських націоналістичних організацій». Системним Відповідно, будівництвом керували і безпосередньо будували політичні в'язні, зокрема чимало українців. З часом було задіяно і багато німецьких військовополонених. Інженером-проектувальником був політичний в'язень Барвінок Борис Володимирович.
Під час будівництва загинуло тисячи людей, однак точна кількість жертв невідома.

## Джерело
- Строительство железнодорожного моста через Малую Северную Двину [Архівовано 22 квітня 2019 у Wayback Machine.]